# Nomada confinis
Nomada confinis ist eine Biene aus der Familie der Apidae. 

## Merkmale
Die Bienen haben eine Körperlänge von 7 bis 9 Millimetern (Weibchen) bzw. 6 bis 8 Millimetern (Männchen). Der Kopf und der Thorax der Weibchen sind schwarz, mit roter Zeichnung. Die Tergite sind überwiegend rot mit gelben Flecken auf dem dritten Tergit seitlich und der Mitte des fünften Tergits. Das leicht eingesattelte Labrum ist rot und hat hinter dem Vorderrand eine gezähnte Querkante. Das dritte Fühlerglied ist unten viel kürzer als vierte. Das Schildchen (Scutellum) hat rote Flecken. Das Propodeum trägt bis an die mittlere Dreiecksfläche dichte, weiße Haarfransen. Die Schienen (Tibien) der Hinterbeine haben am Ende vier unterschiedlich lange kleine Dornen. Das Fersenglied (Metatarsus) an den Hinterbeinen ist schwarz. Die Männchen haben einen schwarzen Kopf und Thorax mit gelber Zeichnung. Die Tergite sind basal schwarz, ihre Scheibe ist gelb, wobei die gelbe Zeichnung bei den vorderen Tergiten mehr oder weniger unterbrochen ist. Die Hinterränder der Tergite sind rötlich. Das leicht eingesattelte Labrum ist gelb. Das dritte Fühlerglied ist viel kürzer als das vierte. Das Schildchen trägt einen gelben Fleck. Die Schenkel (Femora) der Hinterbeine sind unten an der Basis mit einer Haarfranse versehen. Die Schienen der Hinterbeine sind am Ende zu einer stumpfen Spitze ausgezogen und haben ein langes Borstenhaar und mehrere feine kleine Dornen.

## Vorkommen und Lebensweise
Die Art ist in Südeuropa und der Türkei verbreitet. Die Tiere fliegen zumindest Ende Juni. Bei welchen Arten Nomada confinis parasitiert, ist unbekannt.

## Belege
Felix Amiet, M. Herrmann, A. Müller, R. Neumeyer: Fauna Helvetica 20: Apidae 5. Centre Suisse de Cartographie de la Faune, 2007, ISBN 978-2-88414-032-4.